# Synagoga w Kartuzach
Synagoga w Kartuzach – nieistniejąca synagoga, która znajdowała się w Kartuzach w głębi zachodniej pierzei rynku.
Synagoga została zbudowana około 1865 roku. Przed 1939 miejscowy kantor mieszkał przy ul. Parkowej (brak informacji o miejscowych rabinach). Podczas II wojny światowej, w 1939 roku, w chwili wkraczania do miasta Wehrmachtu synagoga została podpalona, a licząca 45 osób diaspora żydowska poddana eksterminacji.
Po zakończeniu wojny synagoga nie została odbudowana, a plac po niej przez wiele lat pozostawał niezabudowany (znajdowało się boisko SP nr 2). W ostatnich latach w tym miejscu wybudowano nowoczesny budynek Banku PKO BP.
Budynek synagogi został wzniesiony w konstrukcji drewnianej, wypełnionej cegłą, na planie wydłużonego prostokąta. Od strony zachodniej posiadał niską, prostokątną wieżyczkę przesuniętą w bok od osi głównego wejścia. Synagoga swoim wyglądem przypominała żuławskie wiejskie kościółki ewangelickie.
W przyszłości na ścianie budynku wybudowanym na miejscu synagogi zostanie umieszczona tablica pamiątkowa w językach: polskim, kaszubskim i hebrajskim upamiętniająca społeczność żydowską Kartuz, jak i samą synagogę.